# Skogås

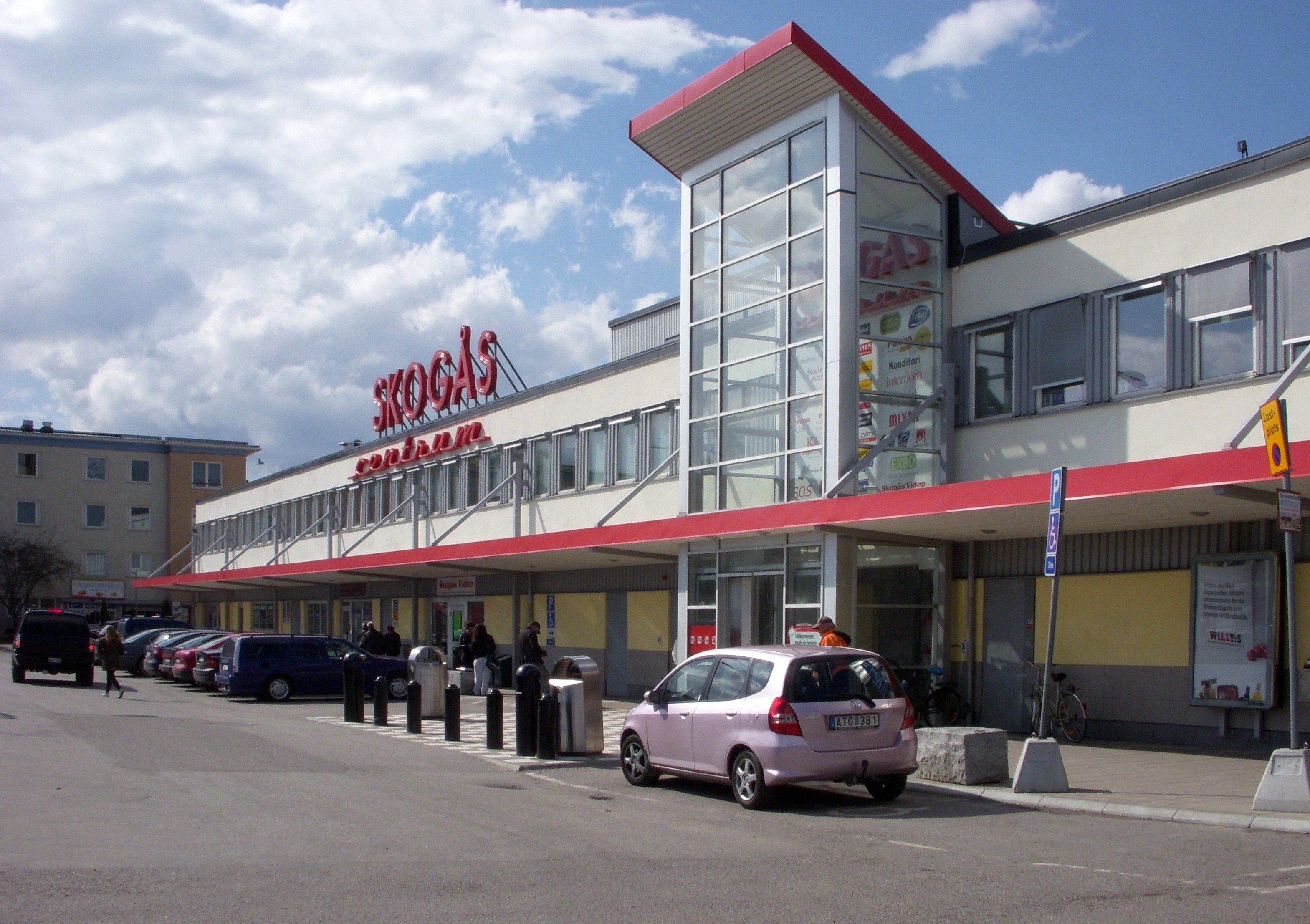
Skogås Centrum, avril 2012.

Skogås est une commune localisée à Huddinge, dans le comté de Stockholm, en Suède. D'une superficie de 11,7 km2, Skogås recensait 13 783 habitants le 31 décembre 2011.

## Histoire
Le nom de Skogås n'est lié à aucun événement historique et tire probablement son nom d'un projet de développement durant les années 1930. Il provient de deux mots skog (signifiant  « forêt ») et ås.